# 非上皮性腫瘍
非上皮性腫瘍（ひじょうひせいしゅよう）は、腫瘍の中でも上皮以外にできる腫瘍である。

## 分類
- 良性腫瘍
  - 線維腫
  - 軟骨腫
  - 脂肪腫
  - 粘液腫
  - 平滑筋腫
  - 骨格筋腫
  - 血管腫
  - リンパ管腫
- 悪性腫瘍
  - 肉腫（悪性非上皮性腫瘍）
    - 平滑筋肉腫
    - 骨格筋肉腫
    - 脂肪肉腫
    - 血管肉腫
    - 線維肉腫
    - 骨肉腫